# Montauban Challenger 2000
Il Montauban Challenger 2000 è stato un torneo di tennis facente parte della categoria ATP Challenger Series nell'ambito dell'ATP Challenger Series 2000. Il torneo si è giocato a Montauban in Francia dal 4 al 9 luglio 2000 su campi in terra rossa.

## Vincitori

### Singolare
Jean Rene Lisnard ha battuto in finale  Óscar Serrano Rodríguez con il punteggio di 6–2, 6–0

### Doppio
Lee Pearson /  Grant Silcock hanno battuto in finale  Tim Crichton /  Ashley Fisher con il punteggio di 6–1, 6–4